# Гиппиус, Отто Густавович

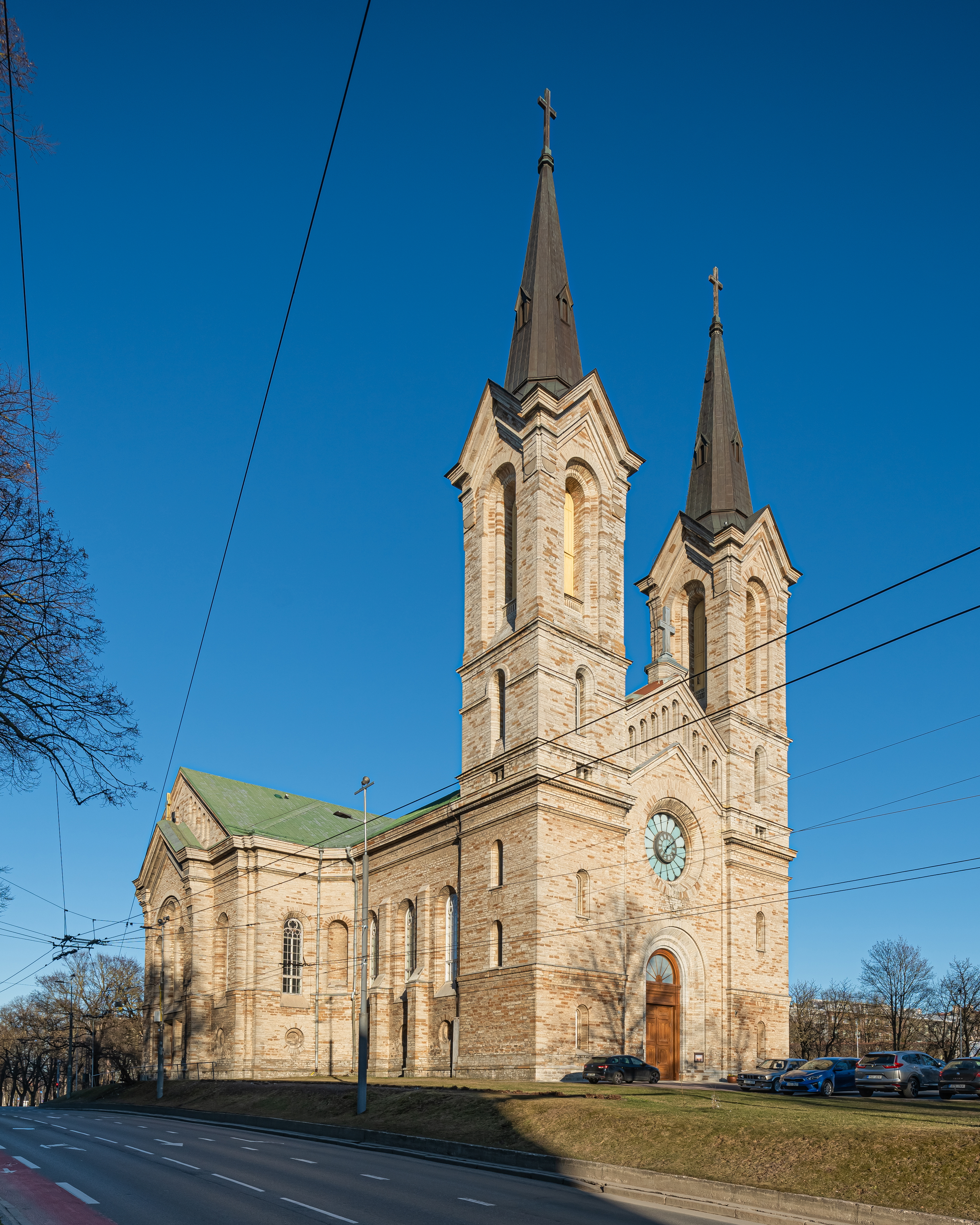
Церковь Каарли в Таллине

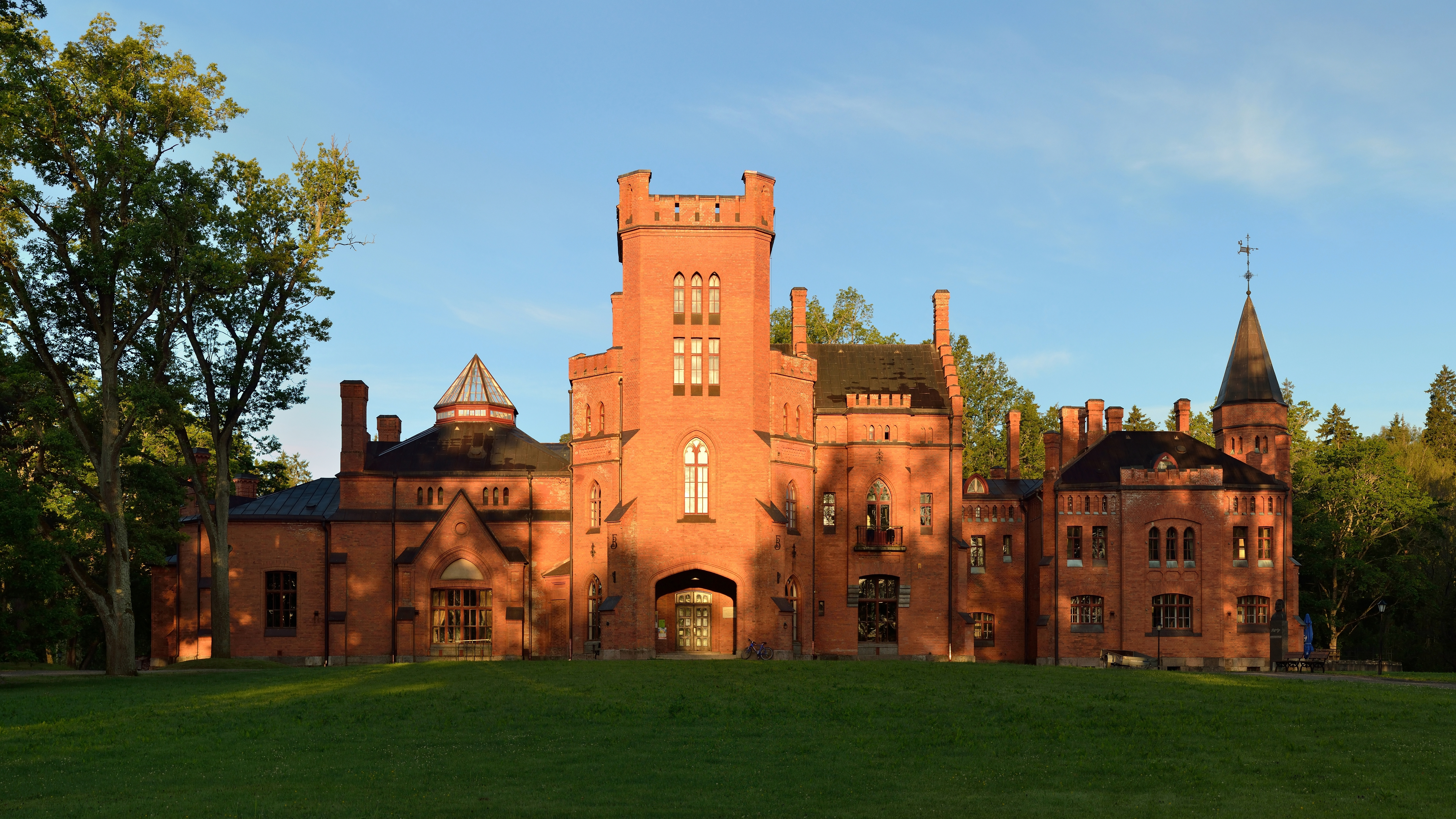
Замок Сангасте

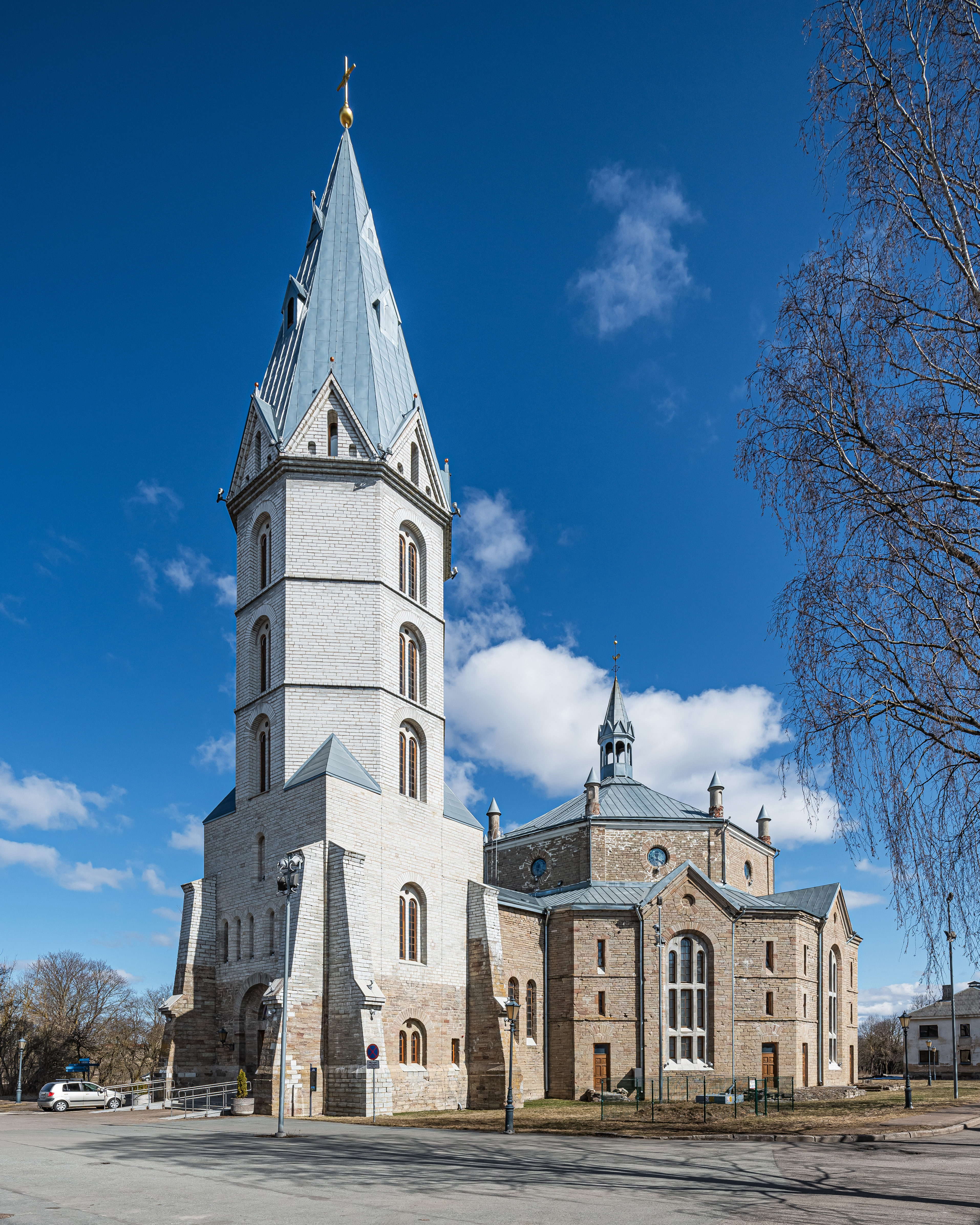
Александровская церковь в Нарве

Отто Густавович (Евстафьевич) Гиппиус, при рождении Отто Пиус Гиппиус (нем. Otto Pius Hippius; 1826, Санкт-Петербург — 29 августа 1883, Каболовка) — российский архитектор балтийско-немецкого происхождения, теоретик и практик церковного зодчества. Академик архитектуры Императорской Академии художеств.

## Биография
Отто Гиппиус родился в Санкт-Петербурге 5 (17) мая 1826 года в семье художника и литографа Густава Адольфа Гиппиуса. Учился в Ларинской гимназии (вып. 1846) и Политехникуме в Карлсруэ (Баден), который окончил в 1849 году с золотой медалью.
С 1849 по 1851 год он учился в Императорской Академии художеств в Санкт-Петербурге, после завершения которой продолжал работать архитектором и педагогом: был учителем рисования в Мариинском (1851—1856) и Елизаветинском (1875—1883) институтах, Литейной женской гимназии, Центральном училище технического рисования барона Штиглица (1880—1881) и Строительном училище, где читал об архитектурных формах, стиле и библиотечном деле, преподавал черчение и был библиотекарем.
В 1853 году за проекты архитектурных чертежей был удостоен похвалы от Совета академии и звания свободного художника; в 1864 году получил звание академика за проект думы для столичного города. С 1879 года имел звание профессора. Гиппиус состоял также архитектором Государственного контроля, почётным членом Московского совета детских приютов (1874—1875), действительным членом Петербургского общества архитекторов.
В январе 1881 года он заболел воспалением лёгких и получил осложнение в виде скоротечной лёгочной чахотки. Весной 1882 года он был послан врачами на юг Европы, но, желая умереть на родине, вскоре вернулся в Петербург и поселился на даче в деревне Каболовке близ Парголова, где и умер 29 августа (10 сентября) 1883 года. Был похоронен на Смоленском евангелическом кладбище.

## Проекты и постройки
С 1860 года Отто Гиппиус поставил главной задачей своей архитектурной деятельности создание стиля для протестантских храмов. Находя, что тип католических церквей, по образцу которых строились обыкновенно протестантские церкви, не соответствует духу протестантизма и особенностям протестантского богослужения, в котором первенствующее значение имеет проповедь, он направил свои усилия к созданию такого храма, в котором при массе простора и света и при наружной монументальности достигались бы две главные цели: проповедник был бы виден и слышан отовсюду. Свои идеи Гиппиус изложил в ряде брошюр. Первым практическим осуществлением его мысли была лютеранская церковь Св. Карла в Ревеле (Церковь Каарли). Затем он принял участие в конкурсе на сооружение Берлинского кафедрального собора; составил также два проекта лютеранских соборов, за которые получил медаль на Филадельфийской выставке в 1876 году и звание профессора в 1879 году.
К наиболее известным архитектурным произведениям Гиппиуса относятся:
- Церковь Каарли (1862—1870) в неороманском стиле в Таллине, по совместному проекту с Рудольфом фон Бернгардом
- армяно-лютеранская церковь в Шемахе (1868—1869)
- Александровская церковь (1881—1884) в неоготическом стиле в Нарве

Помимо этого, Гиппиус спроектировал несколько зданий в Санкт-Петербурге:
главное здание Евангелической женской больницы (Лиговский пр., 2-4 — Некрасова ул., 45 1869—1871),
комплекс сооружений Главного газового завода Общества столичного освещения, включая газгольдеры (Обводного наб.к., 72-74 1858—1862),
особняк военного министра (Садовая ул., 4 1872—1874), жилой дом для чиновников военного министерства, а также на Кавказе.
Ему принадлежат проекты загородных домов в Саратовской (1864—1865), Гродненской (1868—1869, для сенатора Крузенштерна), Петербургской (1876—1877 г., для E. К. Фоса) и Эстляндской (1879—1883, дворец Загниц графа Берга)

## Семья
Его младший брат Карл тоже стал известным архитектором.
Был женат с 1870 года на Эмме Яковлевне Шмидт, дочери лейб-акушера и профессора архитектуры.